# 姥湯温泉
姥湯温泉（うばゆおんせん）は、山形県米沢市（旧国出羽国、明治以降は羽前国）にある温泉。米沢八湯の一つで一軒宿の桝形屋旅館は「温泉米沢八湯会」に加盟している。大日岳の山麓、大昔の噴火口跡に温泉はあり、標高1300mと高所に位置する。福島との県境も近い。

## 泉質

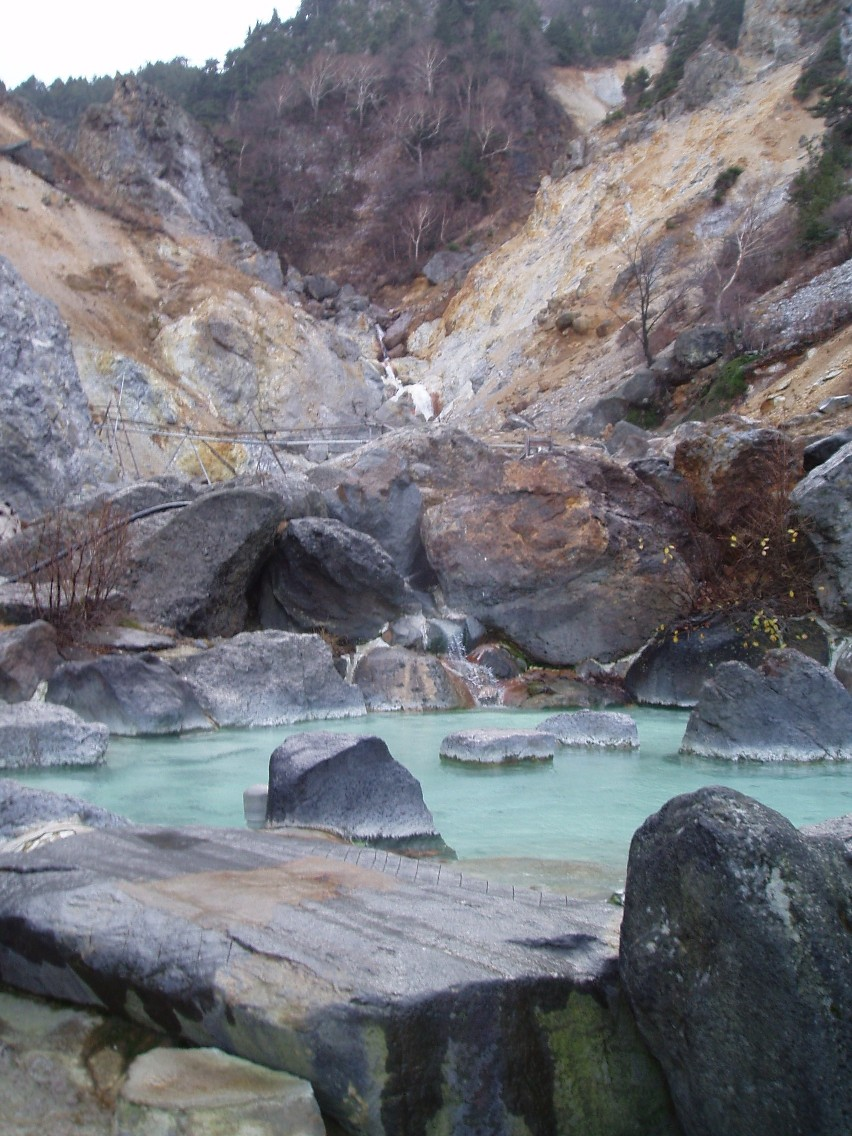
大露天風呂

単純温泉(低張性酸性高温泉)
青みがかった白濁湯が特徴。

## 温泉地
一軒宿の「桝形屋旅館」が存在。
旅館の建物は2004年（平成16年）から翌年にかけて新築改装され新しくなった。
内湯は男女別の檜風呂。露天風呂は混浴の大露天風呂と、女性専用風呂がある。夜間には女性用と混浴が入れ替わる。

## 歴史
室町時代（1533年）の発見とされる。桝形屋初代が山師として金山を探している時、山姥に教えられて発見したとされる。温泉名もこれに因み姥湯となった。現在の当主は17代目。

## アクセス
- 自動車：東北自動車道を福島飯坂ICで降りて国道13号線米沢方面へ、米沢市板谷から山道を約14 kmで駐車場着[5]。
  - その昔、滑川温泉を過ぎて姥湯温泉に至る途中の山道には、スイッチバックしなければ上れない急坂が存在した。現在は改修されてスイッチバックは解消したが、20%を超える急坂は健在である（最大22%）[要出典]。
- 鉄道：JR東日本奥羽本線峠駅下車。駅前より桝形屋の送迎車を利用して約25分で駐車場。送迎車は宿泊者のみで事前予約が必要[5]。
- 駐車場から宿までは徒歩で約200 m[5]。

## 周辺
- 滑川温泉
- 五色温泉
- 笠松鉱泉